# Carl Thrane
Wildenrath Christian Carl Boeck Thrane, född den 2 september 1837 i Fredericia, död den 19 juni 1916, var en dansk musikhistoriker.
Thrane blev 1863 juris kandidat och var sedan 1878 justitssekretær i Højesteret. Hans huvudarbete är Danske komponister (1875), vari han skildrat Weyse, Kuhlau, J.P.E. Hartmann och N.W. Gade. Vidare författade han Rossini og Operaen (1885) och Cæciliaforeningen og dens Stifter (det vill säga Henrik Rung; 1901), Fra Hofviolonernes Tid. Skildringer af det kongelige Kapels Historie 1648-1848 (1908) och Weyses Minde (1916).

## Utmärkelser
- Dannebrogsmännens hederstecken,  1903[1]
- Kommendör av Dannebrogorden,  1908[1]

[Redigera Wikidata]